# Фалун гoнг
Фалун Гонг (упрош: 法轮功; трад: 法輪功) или Фалун Дафа (упрош: 法轮大法; трад: 法輪大法, дословно: Пракса точка закона, хинд. Dharmachakra), је кинеска духовна пракса која комбинује медитацијске и чигонг вежбе с моралном филозофијом усресређеном на принципе истинитости, благости и трпељивости (кинески: 真、善 、忍). Пракса наглашава моралност и одгајање врлине, и идентификује се као чигонг пракса будистичке школе, иако њена учења такође укључују елементе из таоистичких традиција. Кроз моралну исправност и праксу медитације, практиканти Фалун Гонга теже да елиминишу везаности и на крају постигну духовно просветљење.
Фалун Гонг је настао и први пут га је јавно предавао, на североистоку Кине, 1992. године, Ли Хонгџи. Настао је на крају кинеског "чигонг бума" - периода који је пролиферирао сличну праксу медитације, споре покрете енергетских вежби и регулисано дисање. Ова се од осталих чигонг школа разликује по томе што не укључује размену новца или формално чланство, што нема свакодневних обреда обожавања, већ се наглашава морал и теолошка природа његових учења. Западни експерти описују су Фалун Гонг као чигонг дисциплину, "духовни покрет", "систем култивације" у традицији древне Кине, или као облик кинеске вере.
Пракса је у почетку уживала подршку кинеских званичника, али до средине 1990-их, Комунистичка партија Кине и службе јавне безбедности све више су сматрале Фалун Гонг потенцијалном претњом због његове масовности, независности од државе и духовног учења. До 1999. године, влада је проценила да је број Фалун Гонг практиканата 70 милиона. Током тог периода, у државној штампи почело је да се појављује негативно извештавање о Фалун Гонгу, на које су практиканти по правилу одговарали мирољубивим средствима. Већину времена, практиканти су успевали у томе, али контроверзе и тензије су наставиле расти. Опсег протеста растао је до априла 1999. године, када се више од 10.000 Фалун Гонг практиканата окупило испред седишта централне владе у Пекингу да затраже правно признање и слободу од уплитања државе. Овај скуп је искоришћен од стране власти као катализатор за прогон који ће уследити.
20. јула 1999. руководство Комунистичке партије покренуло је националну кампању, чији је циљ био искоренити праксу. Оно је блокирало приступ интернет сајтовима који спомињу Фалун Гонг, а у октобру 1999. прогласио је Фалун Гонг "јеретичком организацијом" која угрожава друштвену стабилност. Фалун Гонг практиканти у Кини су, како се извештава, подвргнути широком спектру кршења људских права: процењује се да су стотине хиљада затворене мимо правосудних процедура, а практиканти у притвору подвргнути су принудном раду, психијатријском злостављању, мучењу и другим методама принуде. Од 2009. године, групе за људска права процењују да је најмање 2.000 Фалун Гонг практиканата умрло од злостављања у притвору. Један посматрач је известио да је на десетине хиљада људи убијено у циљу снабдевања кинеске индустрије трансплантације органа. У годинама након почетка прогона, Фалун Гонг практиканти су постали активни у заговарању људских права у Кини.
Oснивач Fалун Гонгa  Ли Хонгџи живи у Њујорку од 1996. године, а Фалун Гонг има практиканте широм света. Унутар Кине, процене говоре да су десетине милиона људи наставиле практиковати Фалун Гонг упркос прогону. Процењује се да на стотине хиљада практикује Фалун Гонг изван Кине у преко 80 земаља широм света.

## Порекло
Фалун Гонг се најчешће идентификује са чигонг покретом у Кини. Чигонг је модеран термин који се односи на различите праксе које укључују споре покрете, медитацију и регулисано дисање. Чигонг вежбе су историјски практиковали будистички монаси, таоистички мајстори борилачких вештина и конфучијански ученици као средство духовног, моралног и физичког усавршавања.
Модерни чигонг покрет појавио се почетком 50-их година 20. века, када су комунистички кадрови прихватили ове технике као начин за побољшање здравља. Нови термин је конструисан да би се избегло повезивање са религиозним праксама, које би лако могле бити означене као "феудално сујеверје" и прогоњене током маоистичке ере. Рани практиканти чигонга избегавали су његове религиозне призвуке и сматрали су чигонг углавном граном кинеске медицине. Крајем 70-их, кинески научници су наводно открили материјално постојање чи енергије, коју чигонг жели да упрегне. У духовном вакууму пост-маоистичке ере, десетине милиона углавном урбаних, старијих кинеских грађана преузело је праксу чигонга, а разни харизматични чигонг мајстори успоставили су сопствену праксу. У једном тренутку, подучавано је преко 2.000 дисциплина чигонга. Државно друштво за истраживање кинеског чигонга (ЦКРС) основано је 1985. године како би надгледало и управљало покретом.
13. маја 1992, Ли Хонгџи је одржао свој први јавни семинар о Фалун Гонгу (алтернативно име Фалун Дафа) у североисточном кинеском граду Чангчуну. У својој хагиографској духовној биографији, Ли Хонгџи наводи да је учио начине "култивације" од неколико мајстора будистичке и таоистичке традиције, укључујући Чан Јуеа, 10. наследника Великог Закона Буда школе, и мајстора Велике школе пута, са таоистичким псеудонимом Правог Таоисте са Чангбаи планине. За Фалун Дафу се каже да је то резултат његове реорганизације и записивања учења која су му пренесена.
Ли је представио Фалун Гонг као део "столетне традиције култивације", и заправо је настојао да оживи религијске и духовне елементе чигонг праксе који су одбачени у ранијој комунистичкој ери. Дејвид Палмер пише да је Ли "редефинисао свој метод као нешто што  има потпуно различите циљеве од чигонга: сврха праксе не треба да буде физичко здравље нити развој натприродних моћи, већ да се прочисти срце и постигне духовно спасење."
Фалун Гонг се разликује од других чигонг школа по томе што његова учења покривају широк спектар духовних и метафизичких тема, стављајући нагласак на моралност и врлину, и разрађујући свеобухватну космологију. Пракса се идентификује са будистичком школом (Фојиа), али се такође ослања на концепте и језик који се налазе у таоизму и конфучијанизму. Ово је навело неке проучаваоце да ову праксу означе као синкретичку веру.

## Веровања и праксе
Главни чланак: Учења Фалун Гонга

### Централна учења
Фалун Гонг тежи да омогући практиканту да се духовно уздигне кроз моралну исправност и вежбање скупа вежби и медитације. Три централна принципа веровања су Истинитост (кинески: 真; pinјin: Zhēn), Благост (кинески: 善; pinјin: Shàn) и Трпељивост (кинески: 忍; pinјin: Rěn). Заједно, ови принципи се сматрају основном природом космоса, критеријумом за разликовање исправног од погрешног, и они се сматра највишим манифестацијама Таоа, или будистичке дарме. Подржавање и одгајање ових врлина сматра се основним делом Фалун Гонг праксе. У Џуан Фалуну (转法轮), главном штиву објављеном 1995. године, Ли Хонгџи пише: "Није битно како се мења морални стандард човечанства ... Ипак је природа овог универзума, Џен–Шан–Рен, као једини критеријум за разликовање добрих и лоших људи, остала непромењена. Као практикант, ако желиш да се уздигнеш изнад и изван тога, ствари мораш вредновати на основу овог критеријума, а не на основу стандарда обичних људи."
Пракса Фалун Гонга састоји се од две компоненте: извођења вежби и усавршавања шиншинга (морални карактер, темперамент). У централном тексту Фалун Гонга, Ли каже да шиншинг "...укључује де – што је врста материје – трпељивост, способност поимања, жртвовање, одрицање од разноразних жеља и везаности обичног човека, способност да се поднесу муке, итд." Уздизање моралног карактера се постиже, с једне стране, усклађивањем начина живота са истинитошћу, благошћу и трпељивошћу; са друге стране, напуштањем жудњи и "негативних мисли и понашања, као што су похлепа, користољубивост, пожуда, жудње, убијање, борбеност, крађа, варање, љубомора, итд."
Међу централним концептима који се налазе у учењима Фалун Гонга је постојање 'Врлине' ('Д, Де) и' Карме '(' 業, Јие). Прво се добија добрим делима и кроз муке, док се друго накупља лошим делима. Сразмера врлине наспрам карме одређује човеково богатство у овом или следећем животу. Док врлина ствара добру срећу и омогућава духовну трансформацију, гомилање карме резултује патњом, болешћу и отуђењем од природе универзума. Духовно уздизање постиже се елиминацијом негативне карме и акумулацијом врлине. Практиканти верују да се кроз процес моралне култивације може постићи Тао и добити посебне моћи и ниво божанствености.
Учење Фалун Гонга претпоставља да су људска бића изворно била добра - чак и божанска - али да су се спустила у област опсене и патње након развијања себичности и стварања карме. Пракса држи да реинкарнација постоји и да различите процесе реинкарнације људи надгледају различити богови. Да би се поново уздигли и вратили "изворном, истинском сопству", Фалун Гонг практиканти би требало да се асимилују са особинама истинитости, благости и трпељивости, да се ослободе "везаности и жудњи" и трпе док отплаћују карму. Крајњи циљ праксе је просветљење или духовно савршенство (јуанман), и ослобађање из циклуса реинкарнације, познатог у будистичкој традицији као самсара.
Традиционална кинеска културна мисао и савременост су два фокуса Ли Хонгџијевих учења. Фалун Гонг понавља традиционална кинеска уверења да су људи повезани с универзумом умом и телом, и Ли настоји да оспори "конвенционално мишљење", у вези природе и генезе свемира, време-простора и људског тела. Пракса се ослања на источноазијски мистицизам и традиционалну кинеску медицину, критикује самонаметнуте границе модерне науке, посебно еволуције, и сматра да је традиционална кинеска наука потпуно другачији, али једнако важећи онтолошки систем.

### Вежбе
Поред своје моралне филозофије, Фалун Гонг се састоји од четири стојеће вежбе и једне седеће медитације. Вежбе се сматрају секундарним у односу на морално уздизање, иако су и даље суштинска компонента праксе култивације Фалун Гонга.
Прва вежба, под називом "Буда пружа хиљаду руку", има за циљ да олакша слободан проток енергије кроз тело и отвори меридијане. Друга вежба, "Фалун стојећи став", подразумева држање четири статичне позе - од којих свака подсећа на држање точка - дуже време. Циљ ове вежбе је да се "подстакне мудрост, повећа снага, унапреди ниво човека и ојачају божанске моћи". Трећа, "Продирање у две космичке крајности", укључује три скупа покрета, који имају за циљ да омогуће избацивање лоше енергије (патогени или црни чи) и апсорпцију добре енергије у тело. Практиковањем ове вежбе, практикант тежи да изнова и изнова чисти тело. Четврта вежба, "Фалун космичка орбита", циља да слободно циркулише енергију по целом телу. За разлику прве четири вежбе, пета вежба се изводи у седећем положају лотоса. Названа "Јачање божанских моћи", то је медитација коју треба радити што је дуже могуће.
Фалун Гонг вежбе се могу практиковати појединачно или групно, и могу се изводити у различитим временским периодима у складу са потребама и способностима индивидуалног практиканта. Портер пише да се практиканти Фалун Гонга охрабрују да читају Фалун Гонг књиге и практикују вежбе на редовној основи, по могућности свакодневно. Фалун Гонг вежбе се практикују у групама у парковима, универзитетским кампусима и другим јавним просторима у преко 70 земаља широм света, а волонтери их бесплатно подучавају. Поред пет вежби, 2001. године уведена је још једна врста медитације која се назива "слање исправних мисли", која има за циљ да умањи прогон на духовној равни.
Пилот студија која је укључивала геномско профилисање шест Фалун Дафа практиканата показала је да су "промене у експресији гена [Фалун Гонг] практиканата у односу на остале здраве особе карактерисане појачаним имунитетом, смањењем ћелијског метаболизма и променом апоптотичких гена у корист брзог решавање упале."
Поред постизања физичког здравља, многи будистички и таоистички медитациони системи теже да трансформишу физичко тело и негују разне натприродне способности (шентонг), као што су телепатија и божански вид. Расправе о натприродним моћима такође су истакнуте у оквиру чигонг покрета, а постојање ових моћи стекло је висок ниво прихватања у кинеској научној заједници осамдесетих година. Учење Фалун Гонга држи да практиканти могу стећи натприродне моћи кроз комбинацију моралне култивације, медитације и вежби. Они укључују - али нису ограничени на - даљински вид, видовитост, телепатију и божански вид (кроз отвор трећег ока или небеског ока). Међутим, Фалун Гонг наглашава да се ове моћи могу развити само као резултат моралне праксе. Према Давиду Оунбију, Фалун Гонг учи да "бити поносан својим способностима, или имати жељу за истицањем, указује на опасне везаности", а Ли упозорава своје следбенике да не смеју тежити таквим моћима.

### Друштвене праксе
Фалун Гонг се разликује од будистичке монашке традиције по томе што даје велики значај учешћу у секуларном свету. Од Фалун Гонг практиканата се тражи да нормално раде и одржавају породични живот, да поштују законе својих земаља и налаже им се да се не дистанцирају од друштва. Изузетак важи за будистичке монахе и монахиње, којима је дозвољено да наставе монашки живот док практикују Фалун Гонг.
Као део наглашавања етичког понашања, учења Фалун Гонга прописују строгу личну моралност за практиканте. Од њих се очекује да се понашају истинито, чине добра дела и владају се са стрпљењем и толеранцијом када наиђу на потешкоће. На пример, Ли прописује да практикант Фалун Гонга "не врати ударац када је нападнут, не узврати када је увређен." итд. Учење садржи упуте по питању пушења и конзумирања алкохола, јер се ово сматрају зависностима штетним по здравље и менталну јасноћу. Практикантима Фалун Гонга забрањено је да убијају жива бића - укључујући животиње у сврху добијања хране - иако не морају бити вегетаријанци.
Поред ових ствари, практиканти Фалун Гонга морају напустити разне световне везаности и жудње. У току праксе култивације, ученик Фалун Гонга има за циљ да се одрекне тежње за славом, новчаним добитком, осећања и других везаности. Лијева учења наглашавају празнину од материјалних тежњи; иако се практиканти Фалун Гонга не охрабрују да напусте посао или да се клоне новца, од њих се очекује да одустану од менталних везаности за те ствари. Слично томе, сексуална жеља и пожуда се третирају као везаности које треба одбацити, али се од ученика Фалун Гонга и даље очекује да ступају у брак и имају породице. Сви сексуални односи изван граница моногамног, хетеросексуалног брака сматрају се неморалним. Иако геј особе и лезбијке могу практиковати Фалун Гонг, за хомосексуално понашање се каже да ствара карму и стога се сматра неспојивим са циљевима праксе.
Фалун Гонгова космологија укључује уверење да различите етничке припадности имају кореспонденцију са својим властитим небесима и да појединци мешовите расе губе неки аспект ове везе. Ипак, Ли тврди да постојање мешовите расе не утиче на душу неке особе, нити омета њену способност да се култивише. Пракса нема никакав формални став против међурасних бракова, а многи Фалун Гонг практиканти имају међурасну децу.
Доктрина Фалун Гонга не саветује претерано бављење политичким или друштвеним питањима. Претерано занимање за политику се сматра везаношћу за моћ и утицај, а Фалун Гонг тежи превазилажењу таквих тежњи. Према Ху Пингу, "Фалун Гонг се бави само прочишћавањем појединца кроз вежбање, и не дотиче се друштвених или националних питања. У њему се не предлаже модел за друштвене промене. Многе религије ... настављају друштвене реформе ... али  таква тенденција не постоји у Фалун Гонгу. "

### Текстови
Прва књига учења Фалун Гонгa објављена је у априлу 1993. Наслов јој је Кинески Фалун Гонг, или једноставно Фалун Гонг, и то је уводни текст који говори о чигонгу, односу Фалун Гонгa  према будизму, принципима култивације и побољшању моралног карактера (шиншинг). Књига такође пружа илустрације и објашњења вежби и медитације.
Главни део учења је артикулисан у књизи Џуан Фалун, објављеној на кинеском језику у јануару 1995. године. Књига је подељена на девет "предавања", а заснована је на уређеним транскриптима семинара које је Ли држао широм Кине током претходне три године. Фалун Гонг текстови су од тада преведени на преко 70 додатних језика. Поред ових централних текстова, Ли је објавио већи број књига, предавања, чланака, књига поезије, који су доступни на веб страницама Фалун Гонга.
Учења Фалун Гонга користе бројне непреведене кинеске религијске и филозофске појмове, и често се дају алузије на ликове и догађаје у кинеској народној књижевности и појмове из кинеске популарне религије. Ово, у комбинацији са литералим преводилачким стилом текстова, који тежи да очува колоквијални стил Лијевих говора, може код западњака довести до отежаног разумевања.

### Симболи
Главни симбол праксе је Фалун (Точак Дарме или Дармачакра на санскриту). У будизму, Дармачакра представља потпуност доктрине. "Окренути точак Дарме" (Џуан Фалун) значи проповедати будистичку доктрину, и то је наслов главног штива Фалун Гонга. Упркос позивању на будистичку терминологију и симболе, Точак Закона, како се схвата у Фалун Гонгу, има другачије конотације и  представља универзум. Репрезентован је амблемом који се састоји од једног великог и четири мала (супротна од казаљке на сату) симбола свастике, који представља Буду, и четири мала Таичји (јин-јанг) симбола таоистичке традиције.

### Период завршетка Дарме
Ли поставља своје учење о Фалун Гонгу усред "периода завршетка Дарме" (Мо Фа, 末法), описаног у будистичким списима као доба моралног пропадања, када би требало исправити будистичка учења. Садашња ера описана је у учењима Фалун Гонга као период "Фа исправљања" (шенгфа, који би се могао превести и као "исправити дарму"), време космичке транзиције и обнове. Процес исправљања Фа неопходан је због моралног пропадања и дегенерације живота у универзуму, а у контексту периода након 1999. године, прогон Фалун Гонга од стране кинеске владе се сматра видљивим симптомом тог моралног пропадања. Кроз процес исправљања Фа, живот ће бити промењен у складу са моралним и духовним квалитетом сваког појединца, са добрим људима који ће бити спашени и уздигнути на више духовне равни, и лошим који ће бити елиминисани или одбачени. У овој парадигми, Ли преузима улогу исправљања Дарме путем ширења својих моралних учења.
Неки научници, као што су Мариа Циа Шанг и Сусан Палмер, описали су Лиjeву реторику о "исправљању Фа" и пружању спасења "у последњем периоду финалног пустошења", као апокалиптику. Међутим, Бењамин Пени, професор кинеске историје на Аустралијском националном универзитету, тврди да се учење Лија боље схвата у контексту "будистичке представе циклуса Дарме или будистичког закона". Ричард Гунде напомиње да, за разлику од апокалиптичких група на Западу, Фалун Гонг се не фиксира на смрт или на крај света, и уместо тога "има једноставну, безопасну етичку поруку". Ли Хонгџи не говори о "судњем дану", и у својим учењима одбацио је предвиђања предстојеће апокалипсе.

## Категоризација
Фалун Гонг је мулти-дисциплина која значи различите ствари за различите људе, почевши од низа физичких вежби за постизање бољег здравља и праксе само-трансформације, до моралне психологије и новог система знања. При описивању Фалун Гонга, изучаваоци и новинари су усвојили различите термине и класификације , неке више прецизне од других.
У културном контексту Кине, Фалун Гонг се генерално описује као чигонг систем, или врсте „праксе култивације“ (xiulian). Култивација је кинески термин који описује процес којим појединац настоји да дође до духовног савршенства, често кроз физичко и морално преобликовање. Различити облици култивације могу се пронаћи у кинеској историји, обухватајући будистичку, таоистичку и конфучијанску традицију. Бенџамин Пени пише: „Најбољи начин да се опише Фалун Гонг је као систем култивације. Култивациони системи су били део кинеског наслеђа најмање 2.500 година. “ Чигонг вежбе се могу разумети и као део шире традиције „праксе култивације“.
На западу Фалун Гонг се често класификује као религија, на основу његових теолошких и моралних учења, на основу духовне култивације, трансформације и опсежности његових штива. Групе за људска права извештавају о прогону Фалун Гонга као о кршењу верских слобода и у 2001, Фалун Гонгу је од организације Freedom house добио награду за Међународне верске слободе. Међутим, сами практиканти Фалун Гонга често одбацују овакву класификацију. Ово одбацивање одражава релативно уску дефиницију „религије“ (zongjiao) у савременој Кини. Према Дејвииду Овнбају, религија у Кини је дефинисана још од 1912, и односи се на „светске историјске вере“ које имају „добро развијене институције, свештенство и света писма", односно: Будизам, Таоизам, Ислам, Протестантизам и Католицизам. Фалун Гонгу недостају ове особине; у њему је приметно одсуство храмова, обреда обожавања, свештенства или формалне хијерархије.
Иако се у медијима понекад означава "сектом", Фалун Гонг такође не задовољава дефиницију „секте“ или „култа“. Секта је генерално описана као грана или деноминација успостављеног верског система или матичне цркве. Иако се Фалун Гонг ослања на Будистичке и Таоистичке идеје и терминологију, он тврди да нема директе везе или сродничке везе са тим религијама. Социолози сматрају секте ексклузивним групама које постоје унутар јасно дефинисаних граница, са ригорозним стандардима за пријем и строгим везама. Ипак, као што је приметио Ноа Портер, Фалун Гонг не дели ове особине: нема јасно дефинисана ограничења и свако може да га практикује. Черис Шун-Чинг Чан такође пише да Фалун Гонг „категорички није секта“, његови практиканти не прекидају везе са световним друштвом, „слободно је структурисан, нема чланство и толерише друге организације и вере“, и више се тиче личног него колективног веровања.

## Организација
Као ствар од доктринарног значаја, Фалун Гонг је замишљен као „безобличан“, тј. нешто с мало или нимало материјалне или званичне организације. Практиканти Фалун Гонга не могу скупљати новац или наплаћивати накнаде, спроводити исцељења или подучавати или тумачити доктрину за друге. Нема администратора или званичника у пракси, нема система чланства, нити цркава или физичких места за богослужења. У одсуству чланства или ритуала иницијације, практикант Фалун Гонга може бити свако ко се одлучи да се идентификује као такав. Практиканти су слободни да учествују у пракси и да прате учења колико год желе и практиканти не упућују друге на то у шта да верују или како да се понашају.
Духовни ауторитет постоји искључиво у учењу оснивача Лија Хонгџија. Међутим, организационо Фалун Гонг је децентрализован и локалним огранцима и асистентима се не дају посебне привилегије, ауторитети или звања. Волонтерски „асистенти“ или „контакти“ не поседују ауторитет над другим практикантима, без обзира колико дуго  практикују Фалун Гонг. Лијев духовни ауторитет у пракси је апсолутан, а ипак организација Фалун Гонга делује против тоталитаристичке контроле, и Ли не интервенише у приватним животима практиканата. У Фалун Гонгу практиканти имају мало или нимало контакта са Лијем, осим кроз проучавање његовог учења. Не  постоји хијерархија којом се спроводи исправна вера, и мало или нимало нагласка је на догматској дисциплини; једина ствар која је наглашена је потреба за строгим моралним стандардом, према Крегу Бургофу, професору религијских студија.
У мери у којој у Фалун Гонг постоји организација, она се остварује путем глобалне, умрежене и углавном виртуалне оnline заједнице. Конкретно, електронска комуникација, имејл листе и веб сајтови су примарно средство координације активности и ширења учена Лија Хонгџија.
Изван континенталне Кине, мрежа добровољних „контакт особа“ регионалних Фалун Дафа асоцијација и универзитетских клубова, постоји у око 80 земаља. Ли Хонгџијева учења се принципијелно шире путем интернета. У већини средње великих и великих градова, Фалун Гонг практиканти организују редовне групе за медитацију или студијске сесије у којима практикују Фалун Гонг вежбе и читају Ли Хонгџијеве текстови. Сесије за вежбање и медитацију су описане као неформалне групе практиканата који се окупљају у јавним парковима, обично у јутарњим часовима, на сат до два сата. Групне студијске сесије се обично одржавају у вечерњим сатима у приватним становима или универзитетским или средњошколским учионицама, и како их описује Дејвид Овнбај: „Најближа су ствар редовном искуству окупљања“ које нуди Фалун Гонг. Појединци који су превише заузети, изоловани, или који једноставно више воле приватност, могу изабрати приватне сесије. Када треба да се покривају трошкови (као на пример трошкови за изнајмљивање објеката за велике конференције), трошкове сносе само номиновани или релативно богати појединци који су чланови заједнице.

### Организација унутар Кине
Године 1993., Истраживачко друштво Фалун Дафе са седиштем у Пекингу, је прихваћено као огранак државног Кинеског  истраживачког друштва чигонга (КИДЧ), који је надгледао администрацију разних чигонг школа у земљи и који је спонзорисао активности и семинаре. Према захтевима КИДЧ-а, Фалун Гонг је организован у националну мрежу асистентских центара, „главних постаја“, „огранака“, „постаја за усмеравање“ и локалних вежбалишта, што одражава структуру чигонг друштва или чак саме Комунистичке партије. Асистенти Фалун Гонга су били само-одабрани волонтери који су подучавали вежбе, организовали догађаје и ширили нове текстове Ли Хонгџија. Истраживачко друштво Фалун Дафе је пружало савете о техникама медитације, преводилачким услугама и координацији праксе широм земље.
Након изласка из КИДЧ-a 1996. године, Фалун Гонг је био под појачаном контролом од стране власти и реаговао је усвајањем децентрализованије и лабавије организационе структуре. 1997. године, Истраживачко друштво Фалун Дафе је формално распуштено, заједно са регионалним „главним постајама“. Ипак, практиканти су наставили да се организују сами на локаним нивоима, повезани путем електронске комуникације, међуљудских мрежа и вежбалишта. И Фалун Гонг извори и извори кинеске владе тврдили су да је до 1999., широм земље,  било око 1.900 „постаја за усмеравање“ и 28.263 локалних Фалун Гонг вежбалишта, иако се не слажу око обима вертикалне координације међу овим организационим јединицама. Као одговор на прогон који је започео 1999. године, Фалун Гонг је потиснут под земљу, организациона структура је постала још неформалнија, а интернет је имао предност као средство повезивања практиканата.
Након старта прогона Фалун Гонга 1999. године, кинеске власти су настојале приказати Фалун Гонг као хијерархијску и добро финансирану организацију. Џејмс Тонг пише да је у интересу владе било да прикаже Фалун Гонг као високо организован, како би се оправдала репресија над групом: „Што се Фалун Гонг може више организовати, то је више оправдана репресија режима у име друштвеног поретка.“ Он је закључио да партијске тврдње немају „Ни унутрашње ни спољашње поткрепљујуће доказе“ и да упркос хапшењу и контроли, власти се никада нису „кредибилно супротставиле Фалун Гонговим оповргавањима.“

## Демографија
Пре јула 1999. године, званичне процене наводе да је број Фалун Гонг практиканата био 70 милиона у целој земљи, што се може упоредити са чланством у Комунистичкој парији. До тренутка прогона 22. јула 1999. године, већина објављених бројки кинеске владе говорила је да је бројност Фалун Гонга  између 2 и 3 милиона, иако су неке публикације садржале процену од 40 милиона. Други извори процењују да је популација Фалун Гонга у Кини достигла врхунац у бројкама од 10 до 70 милиона . Број практиканата Фалун Гонга који га још увек практикују у Кини данас је тешко потврдити, иако неки извори процењују да десетине милиона људи наставља практиковати приватно.
Демографска истраживања спроведена у Кини 1998. године установила су популацију која је углавном била женска, у зрелим годинама. Од 34.351 анкетираних Фалун Гонг практиканата, 27% су били мушкарци, а 73% жене. Само 38% је било испод 50 година. Фалун Гонг је привукао читав низ других појединаца, од младих студената до бирократа, интелектуалаца и партијских функционера. Истраживања у Кини из 1990-их установила су да је 23-40% практиканата поседовало универзитетске дипломе  више школе или факултета - неколико пута више од опште популације.
Фалун Гонг практикују десетине, а можда и стотине хиљада људи изван Кине, са највећим заједницама на Тајвану и северноамеричким градовима са великом кинеском популацијом, као што су Њујорк и Торонто. Демографска истраживања Палмера и Овнбаја у овим заједницама установила су да су 90% практиканата етнички Кинези. Просечна старост је била отприлике 40 година. Међу испитаницима, 56% су биле жене и 44% мушкарци; 80% њих било је у браку. Испитивања су показала да су испитаници високо образовани: 9% је поседовало докторат, 34% су магистрирали, а 24% је имало диплому факултета.
Најчешћи разлози за вежбање Фалун Гонга били су интелектуални садржај, вежбе култивације и здравствене добробити. Не-кинески Фалун Гонг практиканти се уклапају у профил „духовних трагалаца“ - људи који су пробали разне врсте чигонга, јоге или религијске праксе пре него што су пронашли Фалун Гонг. Према речима Ричарда Мадсена, кинески научници са докторатима са престижних америчких универзитета који практикују Фалун Гонг, тврде да модерна физика (на пример теорија суперструна) и биологија (посебно функција Пинеалне жлезде) пружају научну основу за њихова уверења. Са њихове тачке гледишта: „Фалун Дафа је знање, а не религија, нови облик науке, пре него вере.“

## Историја унутар Кине

### 1992−1996.
Ли Хонгџи је представио Фалун Гонг јавности 13. маја 1992. године у Чангчуену, у провинцији Јилин. Неколико месеци касније, у септембру 1992. године, Фалун Гонг је прихваћен као огранак чигонга под управом Кинеског истраживачког друштва чигонга (КИДЧ ). Ли је био познат као чигонг мајстор и био је овлашћен да подучава своју праксу широм земље. Као и многи чигонг мајстори у то време, Ли је обилазио велике градове у Кини од 1992. до 1994., преносећи праксу. Он је добио бројна признања од државних институција.
Према Дејвиду Овнбају, професору историје и директору Центра за источно-азијске студије на Универзитету у Монтреалу, Ли је постао „инстант звезда чигонг покрета“, а влада је прихватила Фалун Гонг као делотворно средство за смањење трошкова здравствене заштите, промовисање кинеске културе и унапређење јавног морала. У децембру 1992. године, на пример, Ли и неколико ученика Фалун Гонга су учествовали на Азијском сајму здравља у Пекингу, где је наводно „добио највише похвале (више од било које друге чигонг школе) на сајму и постигао врло добре резултате“, према речима организатор сајма. Догађај је помогао да се учврсти Лијева популарност, а новинарски извештаји о исцелитељској способности Фалун Гонга су се проширили. Године 1993. публикација Министарства за јавну безбедност похвалила је Лија због „промовисања традиционалних врлина кинеског народа у борби против криминала, чувању друштвеног поретка и безбедности, и промовисању исправности у друштву.“
Фалун Гонг се разликовао од других чигонг група по свом нагласку на морал, ниским трошковима и здравственим добробитима. Брзо се проширио од уста до уста, привлачећи широк спектар практиканата из свих сфера живота, укључујући бројне чланове Комунистичке партије Кине.
Од 1992. до 1994. Ли је наплаћивао накнаде за семинаре које је одржавао широм Кине, иако знатно ниже од оних у конкурентским праксама, а локалне чигонг асоцијације су добијале значајан део тога. Ли је правдао накнаде као неопходне за покривање путних  и других трошкова, а у неким случајевима је и донирао зарађени новац у добротворне сврхе. 1994. године Ли је потпуно престао наплаћивати накнаде, након чега је прописао да се Фалун Гонг увек мора подучавати бесплатно, а његова учења су доступна без наплате (укључујући и онлине). Иако неки посматрачи верују да је Ли и даље зарађивао значајне приходе од продаје Фалун Гонг књига, други оспоравају ово, наводећи да је већина Фалун Гонг књига у оптицају била копија.
Објављивањем књига Фалун Гонг и Џуан Фалун, Ли је своја учења учинио широко доступним свима. Џуан Фалун је објављен у јануару 1995. године на церемонији одржаној у дворани Министарства за јавну безбедност, и постао је бестселер у Кини.
Године 1995. кинеске власти су почеле да траже да Фалун Гонг учврсти своју организациону структуру и везе са партијском државом. Лију су се обратили Кинески национални спортски одбор, Министарство јавног здравља и Кинескоо  научно истраживачко друштво чигонга како би заједнички успоставили Фалун Гонг асоцијацију. Ли је ту понуду одбио. Исте године КИДЧ је издао нову уредбу којом се налаже да све чигонг деноминације успоставе огранак Комунистичке партије унутар своје организационе структуре, што је Ли поново одбио.
Напетости између Лија и КИДЧ-а су се наставиле 1996. године. Суочен са порастом популарности Фалун Гонга који се великим делом приписивао ниским трошковима, конкурентски чигонг мајстори оптужили су Лија да их поткрада. Према Шектеру, чигонг друштво којем су Ли и други чигонг мајстори припадали, затражило је од Лија да наплаћује школарину, али је Ли нагласио потребу да учење буде бесплатно.
У марту 1996, као одговор на растућа неслагања, Фалун Гонг се повукао из КИДЧ-а, након чега је наставио да функционише изван званичних токова државе. Представници Фалун Гонга су покушали да се региструју код других владиних ентитета, али су  одбијени. Ли и Фалун Гонг су тада били изван круга личних односа и финансијских трансакција путем којих су мајстори и њихове чигонг организације могли пронаћи место унутар државног система, као и заштите коју исто пружају.

### 1996−1999.
Одлазак Фалун Гонга из државног КИДЧ-а представљао је највећу промену става владе према тој чигонг пракси. Како су критичари чигонга у власти постајали све утицајнији, власти су почеле да покушавају да обуздају раст и утицај ових група, од којих су неке биле прикупиле десетине милиона следбеника. Средином 90-их државни медији су почели објављивати критизерске чланке о чигонгу.
Фалун Гонг је у почетку био заштићен од свих већих критика, али је након повлачења из КИДЧ-а у марту 1996. године изгубио ту заштиту. 17. јуна 1996, Guangming daily, утицајан државни лист, објавио је полемику против Фалун Гонга у којој је његов централни текст Џуан Фалун, описан као пример феудалног празноверја. Написано је да је историја човечанства: „борба између науке и сујеверја“ и позвала је кинеске издаваче да не објављују „псеудо-научне књиге превараната“. Овом чланку је следило још најмање двадесет у новинама широм земље. Убрзо након тога, 24. јула, централно одељење за пропаганду забранило је свако објављивање Фалун Гонг књига (иако забрана није била доследно спроведена). Државна Будистичка асоцијација Кине је такође почела са критикама Фалун Гонга, позивајући будистичке вернике да не прихватају ову праксу.
Ови догађаји су били велик изазов за Фалун Гонг, и практиканти га нису узели олако. Хиљаде Фалун Гонг следбеника писало је Guangming daily и КИДЧ-у како би се жалили против тих мера, тврдећи да су прекршили Ху Jaобангову директиву Троструког не  из 1982, која забрањује медијима да охрабрују или критикују чигонг праксу. У другим случајевима, Фалун Гонг практиканти су организовали мирољубиве демонстрације испред новинских редакција или канцеларија локалних власти како би захтевали повлачење перцепције неправедног извештавања.
Полемика против Фалун Гонга била је део већег покрета који се у државним медијима супротставио чигонг организацијама. Иако Фалун Гонг није био једина мета критике медија, нити једина група која је протестовала, њихов је био најмобилизиранији и најчвршћи одговор. Многи од Фалун Гонг протеста против негативних медијских приказа били су успешни, што је резултовало повлачењем неколико новинских прича које су критиковале ту праксу. Ово је допринело уверењу практиканата да су медијске тврдње против њих лажне или претеране, и да је њихов став оправдан.
У јуну 1998, Хе Зуошиу, отворени критичар чигонга и жестоки бранилац марксизма, појавио се у емисији на телевизији у Пекингу и отворено омаловажио чигонг групе, посебно спомињући Фалун Гонг. Фалун Гонг практиканти су реаговали мирним протестима и лобирањем да станица објави деманти. Новинар који је био одговоран за ову емисију наводно је отпуштен, а неколико дана касније емитован је програм који погодује Фалун Гонгу. Фалун Гонг практиканти су такође демонстрирали испред 14 других медија.
Године 1997. Министарство јавне безбедности покренуло је истрагу о томе да ли Фалун Гонг треба сматрати  за шие јиао (邪教, "јеретичко учење"). У извештају се закључује да "до сада нису пронађени докази". Наредне године, међутим, 21. јула 1998. године, Министарство јавне безбедности је издало документ бр. 555, "Обавештење о истрази о Фалун Гонгу". У документу се тврди да је Фалун Гонг "јеретичко учење" и да се мора покренути нова истрага како би се пронашли докази у прилог овом закључку. Фалун Гонг практиканти су пријавили да се њихове  телефонске линије прислушкују, да се у њиховим домовима врше полицијске преметачине, те да агенти јавне безбедности ометају Фалун Гонг вежбалишта.
У овом временском периоду, чак и док су критике чигонга и Фалун Гонга владале у неким круговима, пракса је задржала одређени број истакнутих присталица у влади. Године 1998. Киао Ши, недавно пензионисани председник сталног комитета Националног народног конгреса, покренуо је властиту истрагу о Фалун Гонгу. Након вишемесечних истрага, његова група је закључила да "Фалун Гонг доноси стотине користи за кинески народ и Кину, и да нема нити један лош учинак." У мају исте године, кинеска Национална спортска комисија покренула је властито истраживање о Фалун Гонгу. На основу интервјуа са више од 12.000 Фалун Гонг практиканата у провинцији Гуангдонг, они су изјавили да су "уверени да су вежбе и ефекти Фалун Гонга одлични. Он даје изванредан допринос побољшању стабилности и етике друштва".
Оснивач ове праксе, Ли Хонгџи, био је углавном одсутан из земље током периода растућих тензија са владом. У марту 1995. Ли је напустио Кину како би први пут подучавао своју праксу у Француској, а затим и у другим земљама, а 1998. године добио је стално пребивалиште у Сједињеним Америчким Државама.
До 1999. године, према проценама Националне спортске комисије, у Кини је било 70 милиона Фалун Гонг практиканата. Анонимни службеник Националне спортске комисије, тада је цитиран у интервјуу за US NEWS и WORLD REPORT, спекулишући ако би 100 милиона следило Фалун Гонг и друге облике чигонга, дошло би до драматичног смањења трошкова здравствене заштите и ”премијер Џу Ронгџи је веома срећан због тога”.

### Протести у Тјенђину и на Џонгнанхаиу
Крајем деведесетих година, однос Комунистичке партије Кине према растућем покрету Фалун Гонга постајао је све напетији. Извештаји о дискриминацији и надзору од стране Бироа за јавну безбедност су ескалирали, а Фалун Гонг практиканти су рутински организовали демонстрације у којима су реаговали на медијске чланке које су сматрали неправедним. Конфликтне истраге које је покренуло Министарство за јавну безбедност, са једне стране, и Национална спортска комисија и Киао Ши, са друге стране, говорили су о неслагањима међу кинеским елитама о томе како да схвате растућу праксу.
У априлу 1999., у часопису Млади читалац Универзитета Тјенђин,  објављен је чланак који је критиковао Фалун Гонг. Чланак је написао физичар Хе Зуоксиу који је, како напомињу Портер и Гутман, рођак члана Политбироа и секретара јавне безбедности, Луо Гана. У чланку се циља на чигонг, а посебно Фалун Гонг, као сујеверан и штетан за младе. Фалун Гонг практиканти су одговорили тако што су посетили редакцију новина тражећи повлачење чланка. За разлику од прошлих случајева у којима су Фалун Гонгови протести били успешни, 22. априла демонстрације у Тјенђину су прекинуте доласком 300 полицајаца. Неки од практиканата су претучени, а 45 је ухапшено. Другим Фалун Гонг практикантима је речено да, ако желе да уложе жалбу, треба да се обрате  Министарству јавне безбедности и оду у Пекинг да се жале.
Фалун Гонг заједница се брзо мобилисала, и ујутру 25. априла, више од 10.000 практиканата се окупило у близини централне апелационе канцеларије како би захтевали окончање ескалације узнемиравања против покрета и затражили ослобађање практиканата из Тјенђина. Према Бенџамину Пенију, практиканти су тражили задовољење од државног руководства  одласком на њих (на вежбе) и, "иако врло тихо и пристојно, јасно стављајући до знања да према њима не би требало поступати тако оштро". Новинар Итан Гутман очекивао их је и окупио је практиканте на улици Фуиоу испред комплекса владе, Џонгнанхаија. Седели су или читали тихо на тротоарима око Цонгнанхаија.
Пет представника Фалун Гонга састало се с премијером Џу Ронгџијем и другим високим званичницима како би преговарали о решењу. Представници Фалун Гонга су били уверени да режим подржава физичке вежбе за побољшање здравља и да се Фалун Гонг не сматра анти-државним. По постизању договора, гомила Фалун Гонг демонстраната се разишла.
Генерални секретар Комунистичке партије, Ђијанг Цемин, био је упознат са акцијом члана Политбироа КПК, Луо Гана, и наводно је био љут због дрскости демонстрација - највећих од студентског протеста на Тргу Тјенанмен десет година раније. Ђијанг је позвао на одлучну акцију у циљу сузбијања групе и наводно је критиковао премијера Џуа што је "превише мекан" у решавању ситуације. Те вечери, Ђијанг је написао писмо у којем је назначио своју жељу да види Фалун Гонг "поражен". У том писму, Ђијанг је изразио забринутост због величине и популарности Фалун Гонга, а посебно због великог броја високих чланова Комунистичке партије међу Фалун Гонг практикантима. Он је указао на могућност да стране силе стоје иза протеста Фалун Гонга (оснивач те праксе, Ли Хонгџи, емигрирао је у Сједињене Државе) и изразио забринутост због коришћења интернета за координацију демонстрација великих размера. Ђијанг је такође наговестио да је морална филозофија Фалун Гонга у супротности са атеистичким вредностима марксисизма-лењинизма и да стога представља облик идеолошке конкуренције.
Сам Фалун Гонг сматра да је Ђијанг лично одговоран за одлуку да се прогони Фалун Гонг. Пирман наводи разлоге, а један од њих је лична љубомора Ђијанга на Ли Хонгџија; Саих указује на Ђијангову љутњу на широко распрострањену популарност Фалун Гонга и идеолошку борбу као узроке сламања које ће уследити. Вили Ву-Лап Лам сугерише да је Ђијангова одлука да сузбије Фалун Гонг повезана са жељом да се учврсти његова власт у Политбироу. Према Human Rights Watch, лидери Комунистичке партије и владајућа елита били су далеко од  консензуса у својој подршци репресији.

## Прогон
20. јула 1999, снаге безбедности су отеле и привеле на хиљаде Фалун Гонг практиканата, које су идентификовале као вође. Два дана касније, 22. јула, Министарство грађанских послова НР Кине је забранило Истраживачко друштво Фалун Дафе као илегалну организацију "која се бави илегалним активностима, заговарањем сујевјерја и ширењем заблуда, хушкањем људи, потицањем и стварањем поремећаја и угрожавањем друштвене стабилности". Истог дана, Министарство за јавну безбедност послало је циркулар који забрањује грађанима да практикују Фалун Гонг у групама, поседују учења Фалун Гонга, приказују Фалун Гонг транспаренте или симболе, или протестују против забране.
Кампања која је уследила имала је за циљ да "искорени" групу кроз комбинацију пропаганде, затварања и присилне реформе практиканата, што је понекад резултирало смртним случајевима. У октобру 1999. године, четири месеца након забране, написан је закон који забрањује "хетеродоксне религије" и осуђује Фалун Гонг приврженике на затворске казне.
Процењује се да је на стотине хиљада затворено ван судског поступка, а практиканти у притвору су наводно подвргнути присилном раду, психијатријском злостављању, мучењу и другим методама реформи мисли. Амерички Стејт департмент и Извршна комисија Конгреса САД за Кину цитирају процене да чак половину кинеске популације за преваспитавање кроз рад чине практиканти Фалун Гонга. Истраживач Итан Гутман процењује да практиканти Фалун Гонга представљају у просеку 15 до 20 процената укупне „лаогаи“ популације, популације која укључује практиканте који се тренутно налазе на преваспитању у радним логорима, као и практиканте који се тренутно налазе у притвору у затворима и другим облицима административног притвора. Бивши заточеници система радних логора су известили да Фалун Гонг практиканти чине једну од највећих група затвореника; у неким радним логорима и затворским објектима они чине већину заточеника и често се каже да су осуђени на најдуже казне и најгоре третирани. Извештај Амнести интернешенела из 2013. о радним логорима за преваспитање открио је да су у неким случајевима Фалун Гонг практиканти „у просеку чинили од једне трећине до 100 одсто укупне популације“ одређених логора.
Према речима Џонсона, кампања против Фалун Гонга протеже се на многе аспекте друштва, укључујући медијске апарате, полицијске снаге, војску, образовни систем и радна места. Ван-уставно тело, "Служба 610" је оформљена да "надгледа" ове напоре. Human Rights Watch (2002) је приметио да су породице и предузећа позвани да сарађују са владом.

### Узроци
Страни посматрачи покушали су да објасне да је разлог зашто је Партија забранила Фалун Гонг последица разних фактора. Међу њима су и популарност Фалун Гонга, кинеска историја квази-религиозних покрета који су се претворили у насилне побуне, његову независност од државе и одбијање да се следи партијска линија, унутрашња политика моћи унутар Комунистичке партије - и морални и духовни садржај Фалун Гонга, који је у супротности са аспектима званичне марксистичке идеологије. Новинска агенција
Ксинхуа, званична новинска организација Комунистичке партије, изјавила је да је Фалун Гонг "против Комунистичке партије Кине и централне владе, проповеда идеализам, теизам и феудално празноверје". Ксинхуа је такође тврдила да "принцип истинитости, благости и трпељивости, који проповеда [Фалун Гонг] нема ништа заједничко са социјалистичким етичким и културним напретком који тежимо да постигнемо", и тврдила је да је потребно сломити Фалун Гонг да би Комунистичка партија сачувала "авангардну улогу и чистоћу".
Други чланци који се појављују у државним медијима у првим данима и недељама забране су тврдили да Фалун Гонг мора бити поражен јер је његова "теистичка" филозофија у супротности са марксистичко-лењинистичком парадигмом и секуларним вредностима материјализма. Вили Во-Лап Лам пише да је кампања Ђијанг Цемина против Фалун Гонга можда коришћена за промовисање лојалности; Лам цитира једног страначког ветерана који каже "ослободитељским покретом у стилу Маоа [против Фалун Гонга], Ђијанг присиљава старије кадрове да се обавежу на његову линију." Вашингтон Пост је известио да извори указују да сви стални чланови Политбироа нису делили Ђијангов став да Фалун Гонг треба искоренити, али Џејмс Тонг сугерише да није било значајног отпора у Политбироу.
Хјуман Рајтс Воч примећује да репресија над Фалун Гонгом одражава историјске напоре Комунистичке партије Кине да искорени религију, за коју влада верује да је инхерентно субверзивна. Нерегистроване религије које су изван организација санкционисаних од стране државе су подложне потискивању. Глоуб енд Мејл је написао: "... свака група која није под контролом Партије је претња". Стрит Џурнал је написао да се Партија осећа све више угроженом било којим системом веровања који оспорава њену идеологију и има способност да се организује. Чињеница да је Фалун Гонг, чији је систем веровања представљао оживљавање традиционалне кинеске религије, практиковао велики број припадника Комунистичке партије и припадника војске, сматра се посебно узнемирујућим за Ђијанг Цемина; према Јулији Чинг, "Ђијанг прихвата претњу Фалун Гонга као идеолошку: духовна уверења против милитантног атеизма и историјског материјализма. Он је желео да очисти владу и војску од таквих уверења."
Јуежи Жао указује на неколико других фактора који су можда довели до погоршања односа између Фалун Гонга и кинеске државе и медија. То је укључивало сукобе унутар чигонг естаблишмента, утицај противника чигонга међу лидерима Комунистичке партије и борбе од средине 1996. до средине 1999. између Фалун Гонга и кинеске елите поводом статуса и третмана покрета. Фалун Гонг практиканти су успоставили "идентитет отпора" - један који се супротставља превладавајућој тежњи за богатством, моћи, научном рационалношћу и "целим системом вредности повезаним с кинеским пројектом модернизације". У Кини је пракса представљала аутохтону духовну и моралну традицију, покрет за културну ревитализацију, и представљала је оштар контраст у односу на "марксизам с кинеским карактеристикама".
Вивиене Шу исто тако пише да је Фалун Гонг представио свеобухватан изазов легитимности Комунистичке партије. Шу тврди да су кинески владари историјски своју легитимност извлачили из тврдње да имају ексклузивну везу са "Истином". У империјалној Кини, истина се заснивала на конфучијанској и таоистичкој космологији, док је у случају Комунистичке партије истина представљена марксизмом-лењинизмом и историјским материјализмом. Фалун Гонг је оспорио марксистичко-лењинистичку парадигму, оживљавајући разумевање засновано на традиционалнијим будистичким или таоистичким концепцијама. Давид Оунби тврди да је Фалун Гонг такође оспорио хегемонију Комунистичке партије над кинеским националистичким дискурсом: "[Фалун Гонгова] евокација другачије визије кинеске традиције и њене савремене вредности сада је толика претња држави и Партији јер им ускраћује право на дефинисање значења кинеског национализма, а можда и кинескости. "
Марија Чанг је приметила да су од свргавања династије Чин "миленијумски покрети дубоко утицали на ток кинеске историје", кулминирајући кинеском револуцијом из 1949. године, која је довела кинеске комунисте на власт. Патси Ран (2002) описује парадигму конфликта између кинеских секташких група и владалаца које они често изазивају. Према Ран, историја ове парадигме сеже до колапса династије Хан: "Узорак владајуће моћи који је будно пазио на секташке групе, понекад угрожене од њих, понекад покрећући кампање против њих, почео је већ у другом веку и наставио се током династичког периода, кроз Маову еру и у садашњост."

### Програм преваспитавања
Према речима Џејмса Тонга, режим је имао за циљ принудно распуштање деноминације Фалун Гонга, kao и "трансформацију" практиканата. До 2000. године, Партија је ескалирала своју кампању осуђујући „рецидивисте“ на „преваспитавање кроз рад“ у настојању да се исти одрекну својих уверења и „трансформишу“ своје мисли. Полицајци су и самовољно продужавали казне, док су неки практиканти оптуживани за "рушење друштвеног поретка", "угрожавање националне сигурности" или "подривање социјалистичког система". Према Бејеском, већина дуготрајних Фалун Гонг затвореника се административно процесуира кроз овај систем уместо систем кривичног правосуђа. По завршетку њихових ре-едукативних казни, они практиканти који би одбили да се одрекну уверења су затим затварани у "центре за преваспитање" које су успоставиле провинцијске власти да "трансформишу умове".
Велики део програма за преваспитање се ослањао на технике индоктринације и реформи мисли у Маоистичком стилу, где су Фалун Гонг практиканти били приморани да гледају анти-Фалун Гонг телевизијске програме и присуствују сесијама марксизма и материјализма. Традиционални марксизам и материјализам били су главни садржај сесија. Г
Слика процеса конверзије коју спонзорише влада наглашава психолошко убеђивање и разне технике "меког убеђивања"; ово је "идеална норма" у извештајима режима, према Тонгу. Фалун Гонгови извештаји, с друге стране, описују "узнемирујуће и злобне" облике присиле над практикантима који се не одрекну својих уверења. Међу њима су случајеви тешких премлаћивања; психолошке муке, телесно кажњавање и принудна интензивна, тешка радна места; самица у тешким условима; "термичка обрада", укључујући паљење и замрзавање; електрични шокови на осетљивим деловима тела који могу довести до мучнине, грчева или несвестице; "девастативно" присилно храњење; забадање бамбусових трака под нокте; лишавање хране, спавања и коришћења тоалета; силовање и групно силовање; гушење; претње, изнуде и престанак радног односа и студентског статуса .
Чини се да су ови случајеви провериви, а велика већина случајева идентификује (1) практиканта, често са подацима о старости, занимању и пребивалишту; (2) време и место где се наводна злоупотреба догодила, све до нивоа округа, општине, села, а често и одређене затворске установе; и (3) имена и чин наводних починилаца. Многи такви извештаји укључују листе имена сведока и описе повреда, каже Тонг. Сведочанства о "упорном злостављању, честом бруталном понашању именованих појединаца,  уз податке о њиховом чину, месту и времену мучења" указује на чињеницу да не постоји званична воља да се прекине и одустане од таквих активности.

### Смрти
Због потешкоћа у потврђивању извештаја о смртним случајевима услед мучења у Кини, процене о броју Фалун Гонг практиканата убијених у прогону увелико варирају. Њујорк Тајмс је 2009. године објавио да је, према групама за људска права, репресија је однела "најмање 2.000" живота. Амнести Интернешнел саопштио је да је најмање 100 Фалун Гонг практиканата наводно умрло у календарској 2008. години, било у притвору или убрзо након њиховог пуштања на слободу. На основу опсежних интервјуа, истраживачки новинар Итан Гутман процењује да је од 2000. до 2008. године убијено 65.000  Фалун Гонговаца због њихових органа, док су истраживачи Дејвид Килгоур и Дејвид Матас известили да је "извор 41.500 трансплантата у шестогодишњем периоду од 2000. до 2005. необјашњен".
Кинеске власти не објављују статистичке податке о практикантима убијеним у прогону. У појединачним случајевима, међутим, власти су негирале да су смртни случајеви у притвору уследили због мучења.

### Узимање органа
Године 2006, појавиле су се тврдње да је велики број Фалун Гонг практиканата убијен да би се снабдела кинеска индустрија  пресађивањa органа. Ови наводи потакнули су истрагу бившег канадског државног секретара Дејвида Килгоура и адвоката за људска права Дејвида Матаса.
Извештај Килгоур-Матас објављен је у јулу 2006. године и закључио је да je "влада Кине и њене службе у бројним деловима земље, у одређеним болницама, али и центрима за притвор и "народним судовима", од 1999. године лишила живота велик али непознат број Фалун Гонг затвореника." Извештај, који се углавном заснива на индиректним доказима, скренуо је пажњу на екстремно кратко време чекања за органе у Кини - једну до две недеље за јетру, у поређењу са 32,5 месеца у Канади - указујући на то да се органи у Кини набављају по поруџбини. Такође је испраћен значајан пораст броја годишњих трансплантација органа у Кини, почевши од 1999. године, што одговара почетку прогона Фалун Гонга.
Упркос веома ниском нивоу добровољног донирања органа, Кина је друга по броју трансплантација годишње. Килгоур и Матас су такође представили материјал са веб страница кинеских центара за трансплантацију који рекламирају тренутну доступност органа од живих донора, као и транскрипте разговора у којима су болнице рекле да би могле набавити органе Фалун Гонговаца.
У мају 2008., два специјална известитеља Уједињених нација, поновила су захтеве кинеским властима да одговоре на оптужбе и обелодане изворе органа који би објаснили изненадни пораст пресађивања органа у Кини од 2000. године. Кина је негирала оптужбе за прикупљање органа и инсистирала на томе да Кина поштује принципе Светске здравствене организације који забрањују продају људских органа без писмене сагласности донора. Реагујући на резолуцију америчког Представничког дома којом се позива на окончање злоупотребе праксе узимања  органа верских и етничких мањина, портпарол кинеске амбасаде рекао је да је "такозвано узимање органа од осуђеника на смрт потпуна лаж коју је произвео Фалун Гонг". У августу 2009. године, Манфред Новак, специјални известилац Уједињених нација за мучење, рекао је: "Кинеска влада тек треба да изађе на чистац и постане транспарентна. Остаје да се види како то да је од 1999. толико порастао број трансплантација у Кини, иако није доступно много добровољних донора.”
2014. године истраживачки новинар Итан Гутман објавио је резултате своје властите истраге. Гутман је обавио опсежне разговоре са бившим затвореницима у кинеским радним логорима и затворима, као и бившим полицајцима и медицинским стручњацима са информацијама о кинеској пракси трансплантације. Он је известио да је узимање органа од политичких затвореника највероватније почело у провинцији Шинђијанг деведесетих година, а затим се проширило широм земље. Гутман процењује да је од 2000. до 2008. године ради органа убијено око 64.000 затвореника Фалун Гонга.
У извештају за 2016. годину, Дејвид Килгоур је открио да је он потценио број убистава. У новом извештају  је открио да су владине званичне процене броја убраних органа у прогону Фалун Гонга почеле да износе 150.000 до 200.000. Медији су из ове студије екстраполирали број смртних случајева од 1.500.000. Итан Гутман је проценио да је у Кини годишње узимано 60.000 до 110.000 органа, што указује да је (парафразирајући): "тешко, али могуће да се узму три органа из једног тела" и да се жетва органа назива новим обликом геноцида.
У јуну 2019. године, Трибунал за Кину— независни трибунал који је основала Међународна коалиција за окончање злоупотребе трансплантације у Кини — закључио је да се затвореници, укључујући заточене следбенике Фалун Гонг покрета, и даље убијају због органа. Трибунал, којим председава Сир Џефри Најс QC, рекао је да је „сигурно да је Фалун Гонг — вероватно главни извор — органа који се присилно ваде.“

### Медијска кампања
Кампања кинеске владе против Фалун Гонга је вођена масовном пропагандом путем телевизије, новина, радија и интернета. Пропагандна кампања фокусирала се на тврдње да је Фалун Гонг угрозио друштвену стабилност, да обмањује и да је опасан, да је "анти-наука" и прети је напретку, и да је морална филозофија Фалун Гонга неспојива са марксистичком друштвеном етиком.
Кинески научници Даниел Рајт и Џозеф Фјусмит тврде да су неколико месеци након што је Фалун Гонг проглашен незаконитим, вечерње вести Кинеске централне телевизије садржавале мало тога сем реторике против Фалун Гонга; операција владе била је "студија о тоталној демонизацији", написали су они. Beijing Daily  пореди Фалун Гонг са "пацовом који прелази улицу на којег сви вичу: згњечи га"; други званичници су рекли да ће то бити "дугорочна, сложена и озбиљна" борба за "искорењивање" Фалун Гонга. Државна пропаганда је у почетку користила привлачност научног рационализма да би доказала да је Фалун Гонгов поглед на свет "потпуно супротан науци" и комунизму.
На пример, Народни дневник је 27. јула 1999. године тврдио да је борба против Фалун Гонга"  борба између теизма и атеизма, празноверја и науке, идеализма и материјализма". Други уводници су изјавили да су "идеализам и теизам" Фалун Гонга "апсолутно контрадикторни фундаменталним теоријама и принципима марксизма" и да принципи "истинитости, благости и трпељивости" које проповеда [Фалун Гонг] немају ништа заједничко са социјалистичким етичким и културним напретком који настојимо постићи." Сузбијање Фалун Гонга представљено је као неопходан корак за одржавање "авангардне улоге" Комунистичке партије у кинеском друштву.
Упркос напорима Партије, почетне оптужбе против Фалун Гонга нису успеле задобити широку подршку нације за прогон те групе. У месецима након јула 1999. године, реторика у државној штампи је ескалирала, укључујући оптужбе да је Фалун Гонг у дослуху са страним, "анти-кинеским" снагама. У октобру 1999. године, три месеца након почетка прогона, новине People Daily тврде да је Фалун Гонг шиеђиао. Директан превод тог израза је "јеретичко учење", али је током анти-Фалун Гонг пропагандне кампање на енглеском језику представљен као "зла секта". У контексту империјалне Кине, овај термин се односио на не-конфуцијанске религије, иако је у контексту комунистичке Кине коришћен за циљање на религијске организације које се не подвргавају ауторитету комунистичке партије.
Јан Џонсон је тврдио да је примена „секташке“ етикете на Фалун Гонг ефективно „прикривала владину репресију западњачким легитимитетом анти секташтва“. Он, међутим, напомиње да Фалун Гонг не задовољава уобичајене дефиниције секте: "чланови ступају у брак с особама изван групе, имају пријатеље изван, имају нормалне послове, не живе изоловани од друштва, не верују да је крај света неизбежан и не дају значајне износе новца организацији ... он се не залаже за насиље и у срцу је аполитична, унутрашње оријентисана дисциплина, која има за циљ духовно прочишћење и унапређење здравља. " Дејвид Оунби је такође написао да је "цело питање наводне секташке природе Фалун Гонга био мамац од самог почетка, паметно искоришћен од стране кинеске државе да отупи апел Фалун Гонга.". Према Џону Паверсу и Мег И. М. Ли, пошто је Фалун Гонг категоризован у популарној перцепцији као "аполитични, чигонг клуб вежбача", он се није сматрао претњом влади. Стога је најкритичнија стратегија у кампањи против Фалун Гонга била да се људи увере да рекласификују Фалун Гонг и укључе бројне "негативно набијене верске етикете", попут "култа зла", "секте" или "празновјерја". Тихи протести групе рекласификовани су као "друштвени поремећаји". У овом процесу ре-етикетирања, влада је покушавала да захвати из "дубоког резервоара негативних осећања везаних за историјску улогу квази-религијских култова као дестабилизирајуће силе у кинеској политичкој историји".
Прекретница у пропагандној кампањи дошла је уочи кинеске Нове године 23. јануара 2001. године, када је пет људи покушало да се запали на Тргу Тјенанмен. Званична кинеска агенција за штампу, новинска агенција Ксинхуа и други државни медији тврдили су да су самоспаљивачи практиканти, иако је Фалун Дафа информативни центар оспорио то, на основу тога што учења покрета изричито забрањују самоубиство и убијање, уз тврдњу да је догађај био је "окрутна (али паметна) намештаљка." Инцидент је добио медијску пажњу, а видео снимци спаљивања су касније емитовани у Кини на Кинеској централној телевизији (ЦЦТВ). Емисије су приказивале слике дванаестогодишње девојчице, Лиу Синг, у пламену, и интервјуе с осталим учесницима који су изјавили да ће их само-спаљивање одвести у рај. Али један од продуцената ЦНН-а присутних на месту догађаја није видио никакво дете тамо. Извори Фалун Гонга и други коментатори указали су на то да је понашање  главних учесника у инциденту у супротности са учењима Фалун Дафе. Медијски канал и Међународни развој образовања (ИЕД) слажу се да је наводни инцидент само-спаљивања инсцениран од стране КПК како би "доказао" да Фалун Гонг испира мозгове својим следбеницима да врше самоубиства и да га стога треба забранити као претњу нацији.
Изјава ИЕД-а на 53. седници УН-а описује насилан напад Кине на практиканте Фалун Гонга као државни тероризам и каже да је власт ”изрежирала инцидент”.  Новинар Вашингтон Поста Филип Пан написао је да два самоспаљивача који су погинули нису заправо Фалун Гонг практиканти. 21. марта 2001, Лиу Синг изненада је преминуо након што се појавио међу живима, сматрајући се спремним да напусти болницу и оде кући. Тајм је саопштио да су пре инцидента са само-спаљивањем многи Кинези сматрали да Фалун Гонг не представља никакву стварну претњу и да је државна репресија отишла предалеко. Међутим, након догађаја,  кинеска медијска кампања против Фалун Гонга добила је на замаху. Док су јавне симпатије према Фалун Гонгу опадале, влада је почела да санкционише "систематску употребу насиља" против групе.
У фебруару 2001. године, месец дана након инцидента на Тргу Тјенанмен, Ђијанг Цемин је сазвао ретку Централну конференцију о раду како би нагласио значај континуитета у борби против Фалун Гонга и ујединио високе партијске званичнике који стоје иза тог напора. Под вођством Ђијанга, борба против Фалун Гонга постала је део кинеског политичког етоса "подржавања стабилности" - што је иста реторика коју је Partija примењивала током Тијенанмена 1989. године. Ђијангова порука имала је одјека на Националном народном конгресу 2001. године, где је искорењивање Фалун Гонга  повезано са економским напретком Кине. Иако је постао мање истакнут на националном плану, прогон Фалун Гонга се наставио након што је Ђијанг пензионисан; У 2008. и 2009. години инициране су сукцесивне кампање на високом нивоу против "Фалун Гонга". У 2010. години покренута је трогодишња кампања за обнову покушаја присилне "трансформације" Фалун Гонг практиканата.

#### У образовном систему
Пропагандни напори против Фалун Гонга такође су прожимали кинески образовни систем. После забране Фалун Гонга 1999. године, тадашња министарка образовања Чен Жили покренула је активну кампању за промовисање партијске линије наспрам Фалун Гонга на свим нивоима образовних институција, укључујући универзитете и колеџе, средње школе, основне школе и вртиће. Њена кампања је укључивала "заклетву у стилу Културне револуције" у кинеским школама, које су захтевале од професора, особља и ученика тј. студената да јавно осуде Фалун Гонг. Наставници који се нису придржавали Чениног програма отпуштени су или затворени; ученицима и студентима који нису сарађивали, ускраћен је академски напредак, избацивани су из школе, или су слати у "трансформационе" логоре да промене своје мишљење. Чен је такође радила на ширењу анти-Фалун Гонг академског пропагандног покрета у иностранству, користећи домаће финансирање образовања да донира помоћ страним институцијама, охрабрујући их да нападају Фалун Гонг.

### Одговор Фалун Гонга на прогон
Одговор Фалун Гонга на прогон у Кини почео је јула 1999. године са апелом локалним, провинцијским, и централним службама за жалбе у Пекингу. Ово је убрзо ескалирало до већих демонстрација, са стотинама практиканата Фалун Гонга који су свакодневно путовали до Tрга Тјенанмен како би изводили вежбе Фалун Гонга или показали банере у одбрану праксе. Ове демонстрације су стално растуране од стране полицијских снага и практиканти који су у томе учествовали су хапшени – понекад и насилно – и притварани. До 25. априла 2000. укупно је било ухапшено више од 30.000 практиканата; 700 следбеника Фалун Гонга било је ухапшено током демонстрација на тргу 1. јануара 2001. Јавни протести су се наставили и у 2001. години. Пишући за Вол Стрит Журнал, Иан Џонсон написао је да су „људи одани Фалун Гонгу покренули можда најистрајнији  изазов ауторитету, током 50 година комунистичке владавине“.
До касне 2001. демонстрације на Тргу Тјенанмен  постале су ређе, а пракса је још више депопуларизована. Пошто јавни протести више нису били прихватљиви, практиканти су оформили тајна места на којима су производили литературу и DVD како би се супротставили слици Фалун Гонга у званичним медијима. Практиканти су онда делили овај материјал, често од врата до врата. Извори Фалун Гонга процењују да је 2009. преко 200.000 таквих пунктова постојало широм Кине. Производња, поседовање, и дистрибуирање ових материјала често је основ за хапшење практиканата Фалун Гонга и суђење истима.
Године 2002. активисти Фалун Гонга у Кини хаковали су телевизијски пренос и стандардни државни програм заменили њиховим садржајем. Један од значајнијих догађаја догодио се марта 2002. када су практиканти Фалун Гонга у Чангчуну прекинули пренос осам мрежа кабловске телевизије у провинцији Јилин, и током скоро сат времена емитовали програм под називом „Саможртвовање или организован чин?“. Свих шест практиканата Фалун Гонга који су били умешани у ово ухапшени су у току следећих неколико месеци. Два су убијена одмах, док су остала четири преминула до 2010. услед повреда које су задобили док су били затворени.
Изван Кине, практиканти Фалун Гонга успоставили су интернационалне медијске организације како би се за њихову ситуацију чуло што даље и како би понудили алтернативу причи коју прокламују државни медији Кине. Оне укључују новине The Epoch Times, телевизију New Tang Dynasty, и Sound of Hope радио станицу. Према Зау, кроз Епох тајмс може се распознати како Фалун Гонг гради „де факто медијску алијансу“ са кинеским демократским покретом у изгнанству, као што је демонстрирано њиховим честим штампањем чланака угледних кинеских критичара владе Народне Републике Кине. Године 2004. Epoch Times је објавио низ од девет едиторијала који  критички представљају  историју владавине Комунистичке партије. Ово је деловало као катализатор за Туиданг покрет, који подстиче становнике Кине да се одрекну своје припадности Комунистичкој партији Кине, укључујући одрицање од припадности Комунистичком Омладинском Савезу и Младим Пионирима. Epoch Times тврди да су се десетине милиона одрекле Комунистичке партије путем ове иницијативе, иако ови бројеви нису верификовани сами по себи.
Године 2006. практиканти Фалун Гонга у Сједињеним Америчким Државама оформили су Shen Yun Performing Arts, плесну и музичку трупу која наступа широм света.
Софтвер девелопери Фалун Гонга у Сједињеним Америчким Државама такође су одговорни за креирање неколико популарних алата за заобилажење цензуре, које користе интернет корисници у Кини.
Практиканти Фалун Гонга изван Кине поднели су на десетине кривичних тужби против Ђијанг Цемина, Луо Гана, Бо Ксилаиа, и других званичника Кине за, како се наводи, почињен геноцид и злочине против човечности. Према International Advocates for Justice, Фалун Гонг је подносилац највећег броја кривичних пријава везаних за људска права у 21. веку, а међу оптужбама су најтежи злочини дефинисани интернационалним кривичним законима. До 2006. године, 54 грађанске и кривичне парнице биле су у току у 33 државе. У више наврата, судови су одбили да пресуде у неким случајевима на основу сувереног имунитета. Крајем 2009. међутим, судови у Шпанији и Аргентини оптужили су Ђијанг Цемина и Луо Гана за „злочине против човечанства“ и геноцид, и захтевали њихово хапшење - пресуда је прихваћена као углавном симболична и с мало вероватноће да ће бити извршена. Суд у Шпанији такође је поднео оптужницу против Бо Ксилаиа, Чи Кинлина и Ву Гуанзенга.
Практиканти Фалун Гонга и њихови поборници такође су поднели кривичну пријаву у мају 2011. против технолошке компаније Cisco Systems, наводећи да је компанија помогла да се осмисли и имплементира систем надзора за кинеску владу с циљем да се сузбије Фалун Гонг. Cisco је порекао да је модификовао своју  технологију у ове сврхе.

## Фалун Гонг изван Кине
Главни чланак:Falun Gong outside mainland China
Ли Хонгџи је почео интернационално да предаје учења Фалун Гонга марта 1995. године. Његова прва станица био је Париз, где је је по позиву кинеског амбасадора одржао едукативни семинар у амбасади Народне Републике Кине. Уследила су предавања у Шведској, у мају 1995. Између 1995. и 1999. Ли је држао предавања и у Сједињеним Америчким Државама, Канади, Аустралији, на Новом Зеланду, у Немачкој, Швајцарској и Сингапуру.
Развој Фалун Гонга изван Кине доста је кореспондирао са миграцијом ученика из континенталне Кине на запад у раним до средњим ’90-им годинама. Удружења и клубови Фалун Гонга почели су да се појављују у Европи, Северној Америци и Аустралији, са активностима пре свега у универзитетским кампусима.
Преводи учења Фалун Гонга почели су да се појављују у касним деведесетим. Како се пракса ширила ван Кине, Ли Хонгџи почео је да добија признања у Сједињеним Америчким Државама и другде у западном свету. У мају 1999. Ли је у Торонту дочекан поздравима градоначелника и гувернера провинције, а током следећа два месеца примио је и признања градова Чикаго и Сан Хозе.
Иако је пракса 1990-их почела да привлачи не-Кинезе, остала је релативно непозната изван Кине све до пролећа 1999. када је тензија између Фалун Гонга и владајуће већине Комунистичке партије постала предмет пажње међународне заједнице. Са повећаном пажњом, пракса је добила више следбеника изван Кине. Након кампање против Фалун Гонга коју је предузела Комунистичка партија, присуство иностране подршке постало је витално за отпор праксе у Кини и њихово даље преживљавање. Практиканти Фалун Гонга из иностранства су одговорили на прогон у Кини редовним демонстрацијама, парадама, и медијским компанијама, сценским балетским трупама, и софтвером за заобилажење цензуре, с главним циљем да допру до публике у континенталној Кини.
У својој студији о транснационалној репресији коју су починиле владе, Фридом Хаус је известио да су практиканти Фалун Гонга били на мети кампање транснационалне репресије кинеске владе.

## Интернационални пријем
Од 1999. бројне владе Западних земаља и организације за људска права изразиле су строгу критику Кинеској влади због сузбијања Фалун Гонга. Од 1999. чланови Конгреса САД давали су изјаве и усвојили неколико резолуција са подршком Фалун Гонгу. Године 2010. на основу Резолуције 605, Представнички дом Конгреса Сједињених Америчких Држава захтевао је „моментални прекид кампање која прогони, застрашује, хапси и мучи практиканте Фалун Гонга“, осудио је настојање кинеских власти да рашире „лажну пропаганду“ о пракси широм света, и изразио је симпатију према прогоњеним практикантима Фалун Гонга и њиховим породицама.
Од 1999. до 2001. извештаји о Фалун Гонгу западњачких медија – и, нарочито, лош третман практиканата – били су учестали. До друге половине 2001. међутим, обим медијских извештаја нагло је опао, и до 2002. велике новинске куће као што су Њујорк Тајмс и Вашингтон Пост су скоро потпуно престале да покривају Фалун Гонга као тему. У студији медијског дискурса о Фалун Гонгу, истраживач Лишаи Лемиш наводи да су западњачке новинске организације такође постале мање уравнотежене, и порасла је вероватноћа да ће некритички представити наративе Комунистичке партије уместо да известе о Фалун Гонгу или групама које се баве људским правима. Адам Франк пише да је у извештавању о Фалун Гонгу, западњачка традиција да Кинезе одбаце као „егзотичне“ постала доминантна, и да док су чињенице у репортажама западњачких медија генерално биле тачне, „нормалност коју су милиони кинеских практиканата повезали са праксом скоро је нестала“. Дејвид Оунби забележио је да упоредо са овим тактикама, етикета „секте“, која је приписана Фалун Гонгу од стране кинеских власти никада није потпуно нестала у умовима западњака, а стигма и даље игра улогу у опрезним јавним перцепцијама Фалун Гонга.
Како би се супротставила подршци Фалун Гонгу на Западу, кинеска влада проширила је своје напоре против ове групе интернационално. Ово је укључивало посете кинеских дипломата новинарима, како би „величали врлине Комунистичке Кине и зло Фалун Гонга“, повезујући подршку Фалун Гонгу са „могућим угрожавањем трговинских односа“, и слање порука локалним политичарима поручујући им да повуку своју подршку пракси. Према Пери Линку, притисак на институције Запада такође укључује суптилније облике, као на пример академско самоцензурисање, као резултат претњи да истраживање Фалун Гонга може резултовати забраном добијања визе за рад у Кини; или искључивање и дискриминацију пословних или група заједнице оних који имају везе са Кином и плаше се беса Комунистичке партије.
Иако је репресија над Фалун Гонгом привукла приличан број осуда изван Кине, неки посматрачи забележили су да Фалун Гонг није успео да привуче онај ниво симпатије и непрекинуте пажње, које себи успевају да приуште друге кинеске дисидентске групе. Катрина Лантос Свет, потпредседник Комисије интернационалне религијске слободе Сједињених Америчких Држава, забележила је да је већина Американаца свесна сузбијања „Тибетанских будиста и нерегистрованих хришћанских група или заговарача демократије и слободе говора као што су Лиу Ксаобо и Аи Веивеи“, а ипак „знају врло мало, ако уопште, о нападу Кине на Фалун Гонга“.
Итан Гутман, новинар који је извештавао о Кини још од раних деведесетих, покушао је да објасни очигледну оскудицу симпатије јавности према Фалун Гонгу тиме што она произилази, делом, из недостатака односа групе с јавношћу. За разлику од демократских активиста или Тибетанаца, који су нашли згодно место у перцепцијама западњака, „Фалун Гонг је марширао уз приметно кинески бубањ“, Гутман пише. Штавише, покушаји практиканата да своју поруку пренесу преко носили су неку несофистицираности карактеристичне за културу Комунистичке партије, укључујући и перцепцију да су практиканти имали тенденцију да пренагласе, створе „слике мучења које као да су изашле директно из оперете Културне револуције“, или „да износе слогане уместо чињеница“. Ово је упарено са генералном сумњичавошћу на Западу када су прогоњене избеглице у питању. Гутман такође бележи да медијске организације и групе за људска права такође цензуришу себе поводом ове теме, узевши у обзир жесток став владе Народне Републике Кине према пракси, и потенцијалне последице које могу уследити за отворено заступање Фалун Гонга.
Ричард Мадсен пише да Фалун Гонгу недостаје робусна подршка америчких бирачких изборних јединица које обично подржавају религијску слободу. На пример, конзервативна морална уверења Фалун Гонга отуђују га од неких либералних гласача на Западу (нпр. његова учења против промискуитета и хомосексуалног понашања). Хришћански конзервативци, као супротност, не дају пракси исто место као што дају кинеским хришћанима. Мадсен оптужује да амерички политички центар не жели да гура проблем људских права тако јако да он поремети комерцијалне и политичке односе са Кином. Стога, у одговору на репресију, практиканти Фалун Гонга углавном морају да се ослањају на сопствене ресурсе.
У августу 2007. године, на захтев Фалун Гонга, изнова успостављени рабински Санхедрин узео је у разматрање прогон покрета од стране кинеске владе.